# Issey Nakajima-Farran
Issey Nakajima-Farran (Calgary, 1984. május 16. –) kanadai válogatott labdarúgó.

## Nemzeti válogatott
2006-ban debütált a kanadai válogatottban. A kanadai válogatottban 38 mérkőzést játszott. A kanadai válogatott tagjaként részt vett a 2007-es, a 2009-es, a 2011-es és a 2013-as CONCACAF-aranykupa.

## Statisztika
| Kanadai válogatott | Kanadai válogatott | Kanadai válogatott |
| Időszak            | Mérk.              | gól                |
| ------------------ | ------------------ | ------------------ |
| 2006               | 1                  | 0                  |
| 2007               | 7                  | 0                  |
| 2008               | 7                  | 1                  |
| 2009               | 3                  | 0                  |
| 2010               | 4                  | 0                  |
| 2011               | 1                  | 0                  |
| 2012               | 0                  | 0                  |
| 2013               | 7                  | 0                  |
| 2014               | 3                  | 0                  |
| 2015               | 4                  | 0                  |
| 2016               | 1                  | 0                  |
| Összesen           | 38                 | 1                  |